# Molnár Erik (színművész)
Molnár Erik (Budapest, 1971. október 21. –) magyar színész.

## Életpályája
Gyermekkorát Veresegyházon töltötte. 1992-1995 között a Budapesti Operettszínház stúdiójában tanult. 1995-2002 között a Miskolci Nemzeti Színház tagja volt. 2005-től ismét a miskolci színház színésze volt. 2013-tól a Győri Nemzeti Színház tagja.
Felesége Gyenes Ildikó koreográfus.

## Fontosabb színházi szerepei

### Győri Nemzeti Színház
- Georges Feydeau: A hülyéje ...Narcisse Soldignac

- Shakespeare: Szentivánéji álom ...Mesterember
- Kormos István – Vas Judit Gigi: A pincérfrakk utcai cicák – II. Lajos, kuvasz
- Szerb Antal: Képtelen királyság – Honoré (zsivány)
- Dés-Nemes-Böhm-Korcsmáros-Horváth: Valahol Európában – Egyenruhás
- Kszel Attila: Tűzön-vízen át – Petrovics István / Idősebb csendőr
- Dér András: Mindenkinek mindene – Wiszt hadnagy
- Dan Gordonː Esőember – Dr. Bruener, kórházigazgató
- Ödön von Horváth: A végítélet napja – Kohut, a fűtő

- Szente Vajk – Galambos Attila – Juhász Levente: Puskás – Purczeld Ferenc
- Jávori Ferenc Fegya – Miklós Tibor – Kállai István – Böhm György: Menyasszonytánc – Dumitrescu Jonel
- Sylvester Lévay – Michael Kunze: Elisabeth – Grünne gróf
- Kszel Attila – Szűcs Péter Pál: La Fontaine, avagy a csodák éjszakája – La Fontaine
- David Seidler: A király beszéde – David, walesi herceg
- Huszka Jenő – Bakonyi Károly – Martos Ferenc: Bob herceg – Lord Lancester, gárdakapitány
- Kszel Attila: Mágusok és varázslók – Tarajos Putyi, híres énekes
- Szörényi Levente – Bródy János: István, a király – Asztrik
- Georges Feydeau: Bolha a fülbe – Carlos Homenides de Histangua
- Ránki György: Pomádé király új ruhája – Pomádé király
- Gorkij: Éjjeli menedékhely – Medvegyev
- Egressy Zoltán: Édes életek – Ervin
- Boris Pasternak: Doktor Zsivágó – Gints
- Woody Allen: Semmi pánik! – Ahmed, titkosügynök
- Ilf-Petrov: Tizenkét szék – Scsukin, mérnök férj
- Kodály: Háry János – Burkus silbak
- Shakesperae: Vízkereszt, vagy bánom is én – Antonio, tengerésztiszt
- Scarnacci-Tarabusi: Kaviár és lencse – Raimondo Vietoris
- Mozart: A varázsfuvola – Papageno
- Rice-Webber: Jézus Krisztus szupersztár – Simon
- Verdi: Rigoletto – Marullo
- Andersson-Ulvaeus-Rice: Sakk, a musical – Alexander Molokov

### Miskolci Nemzeti Színház
- Jacobi Viktor: Leányvásár – Hajóskapitány
- Ifj. Johann Strauss: A denevér – Frank fogházigazgató
- Eisemann Mihály: Fekete Péter -Lucien
- Szirmai Albert: Mágnás Miksa – Baracs mérnök
- Lehár Ferenc: Víg özvegy – Danilo
- Ifj. Johann Strauss: A denevér – Eisenstein
- Kálmán Imre: Csárdáskirálynő – Rohnsdorf tábornok, Kerekes Ferkó, Miska főpincér
- Lehár Ferenc: Mosoly országa – Csang ortodox főúr
- Szüle Mihály – Walter László – Harmath Imre: Egy bolond százat csinál – Jean főlakáj
- Zágon István – Eisemann Mihály: Hippolyt a lakáj – Hippolyt
- Kálmán Imre: Cirkuszhercegnő – német nyelvű előadás – Petrovics hadnagy
- Lehár Ferenc: A víg özvegy- német nyelvű előadás – Bogdanovics
- Tolcsay László – Müller Péter – Müller Péter Sziámi: Mária evangéliuma – József, az ács és Ráfáel arkangyal
- S. Sondheim: Kis éji zene – Carl Magnus Malcolm gróf
- Sylvester Lévay – Michel Kunze: Elisabeth – Ferenc József
- Lloyd Webber – Tom Rice: Jézus Krisztus Szupersztár – Heródes
- Howard Lindsay – Russel Crouse – Richard Rodgers – Oscar Hammerstein: A muzsika hangja – Max Detweiler
- Jávori Ferenc: Menyasszonytánc – Jonel
- Alain Boublil – Claude-Michel Schönberg: A nyomorultak – Javert felügyelő
- Lional Bart: Oliver! – Mr. Sowerberry, a koporsó készítő
- Puccini: Tosca – Sciarrone, csendőr
- Puccini: Bohémélet – Schaunard, zenész
- Erkel Ferenc: Bánk bán – Biberach
- Verdi: Rigoletto – Marullo, udvaronc
- Donizetti: Szerelmi bájital – Belcore
- Bizet: Carmen (Morales)
- Offenbach: Hoffmann meséi – Crespel
- Puccini: Pillangókisasszony – Sharpless
- Haydn: A patikus – Mengone
- Shakespeare: Szeget szeggel – Hólyag (Rendező: Radoslav Milenković)
- Shakespeare: Szentivánéji álom /Beavató Színház/ – Oberon, Theseus (Rendező: Fandl Ferenc)
- Shakespeare: Ahogy tetszik – Le Beau
- Shakespeare: Velencei kalmár – Antonio
- Arthur Miller: Közjáték Vichyben – Százados (Rendező: Balikó Tamás)
- Mihail Bulgakov: Molière (Képmutatók cselszövése) – Hűség testvér (Rendező: Radoslav Milenković)
- Csehov: Cseresznyéskert – Jása (Rendező: Radoslav Milenković)

### Budapesti Operettszínház
- Jerri Herman: Őrült nők ketrece – Hercul
- Jacobi Viktor: Sybill – futár
- Heltai Jenő: Néma levente – Agárdi Péter
- Oscar Wilde: Hazudj igazat (Bunbury) – Chasuble dr., kanonok